# Czernidłaczek podwórzowy

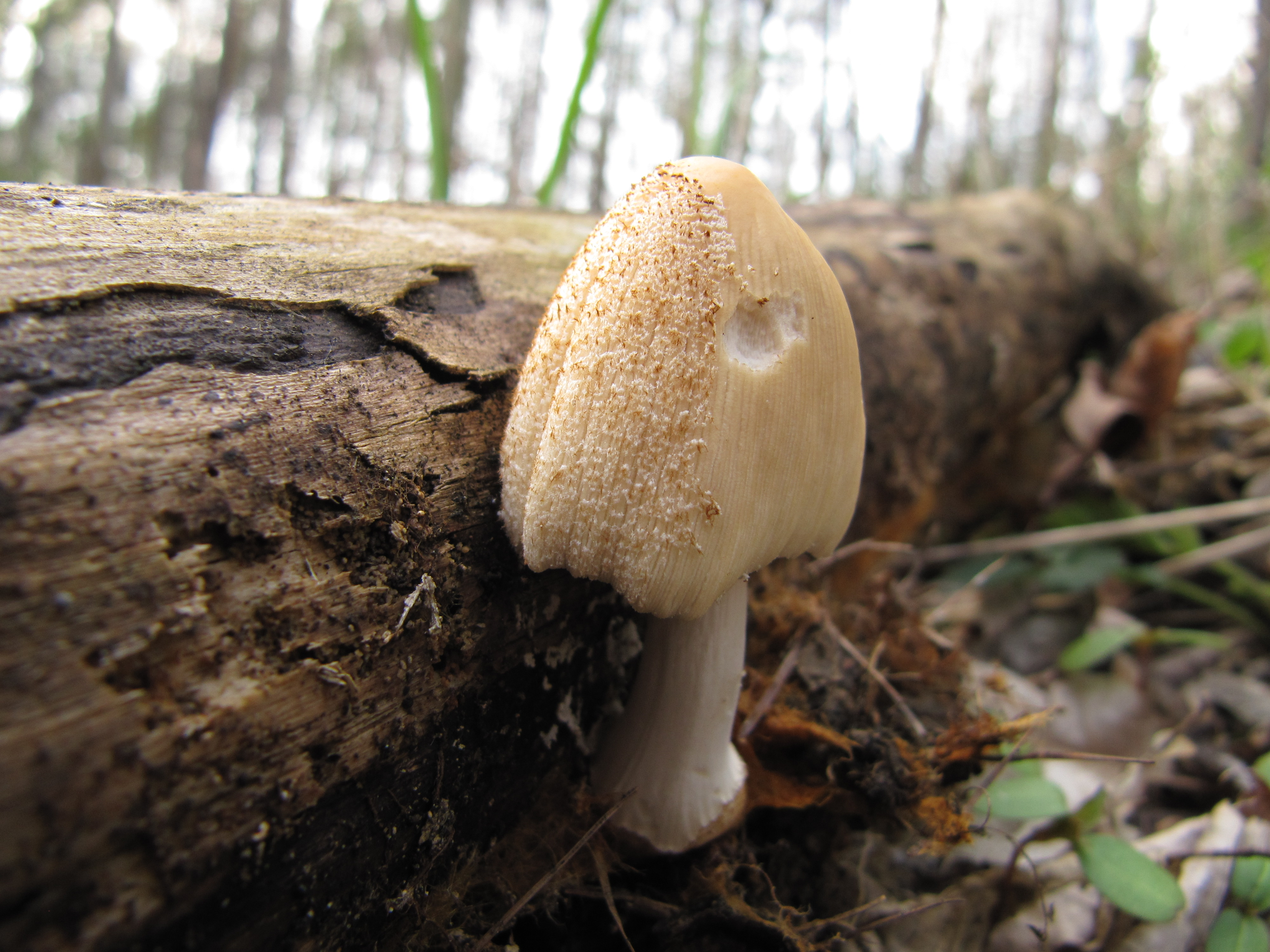

Czernidłaczek podwórzowy, czernidłak podwórzowy, czernidłak domowy (Coprinellus domesticus (Bolton) Vilgalys, Hopple & Jacq. Johnson) – gatunek grzybów należący do rodziny kruchaweczkowatych (Psathyrellaceae).

## Systematyka
Pozycja w klasyfikacji według Index Fungorum: Coprinellus, Psathyrellaceae, Agaricales, Agaricomycetidae, Agaricomycetes, Agaricomycotina, Basidiomycota, Fungi.
Po raz pierwszy opisał go w 1788 r. James Bolton, nadając mu nazwę Agaricus domesticus. W 1821 r. Samuel Frederick Gray przeniósł go do rodzaju Coprinus (czernidłak), a w 2001 r. Vilgalys, Hopple i Jacq. Johnson do rodzaju Coprinellus.
Polską nazwę czernidlak podwórzowy nadał mu Franciszek Błoński w 1896 r., F. Kwieciński w tym samym roku opisywał go jako czernidłak domowy. Obydwie nazwy są niespójne z obecną nazwą naukową. W 2025 r. Komisja ds. Polskiego Nazewnictwa Grzybów Polskiego Towarzystwa Mykologicznego zarekomendowała dla rodzaju Coprinellus nazwę czernidłaczek.

## Morfologia
KapeluszŚrednica 15–60 mm, kształt początkowo walcowaty, potem jajowaty i rozszerzający się, u starych okazów łukowaty. Powierzchnia początkowo kremowa z ochrowobrązowym środkiem, pokryta białymi, ziarnistymi resztkami osłony. U starszych okazów staje się szaroczarna z brązowym środkiem i naga, bez resztek osłony. Kapelusz jest żłobiony aż po środek, a brzeg ząbkowato popękany.
BlaszkiWąsko przyrośnięte, szerokie, początkowo białe, potem brązowoczarne, w końcu czarne. Ostrza gładkie.
TrzonWysokość 3–8 cm, średnica 0,2–0,8 cm, białawy, walcowaty, nieco rozszerzony przy podstawie, czasem z niewielką bulwką, kruchy, pusty. Powierzchnia początkowo pokryta delikatnymi, jasnymi włoskami, potem naga i biała, przy podstawie żółtawa.
MiąższCienki, białawy. Zapach i smak grzybowy.
Wysyp zarodnikówBardzo ciemnobrązowy, prawie czarny. Zarodniki elipsoidalne, gładkie, 6–9 × 3,5–5 µm z ekscentryczną porą rostkową.
Gatunki podobne
- tzw. czernidłak błyszczący (Coprinellus micaceus) zwykle rośnie w dużych kępach[5], w sposób pewny można go odróżnić po zarodnikach, które są wyraźnie większe (7–10 × 4,5–6 µm) i bardziej podłużne (mają większy stosunek długości do średnicy)[6].
- tzw. czernidłak żółtołuseczkowy (Coprinellus xanthothrix). Jest mniejszy i rośnie na powalonych konarach i butwiejących liściach[5].

## Występowanie
W Polsce jest dość częsty. W piśmiennictwie naukowym podano liczne jego stanowiska. Liczne i bardziej aktualne stanowiska podaje internetowy atlas grzybów. Jest w nim zaliczony do listy gatunków zagrożonych i wartych objęcia ochroną.
Saprotrof. Występuje w lasach, zaroślach, parkach i ogrodach na butwiejącym drewnie i butwiejących liściach. Owocniki zazwyczaj od maja do września.